# Solanum hastifolium
Solanum hastifolium är en potatisväxtart som beskrevs av Ferdinand von Hochstetter och Michel Félix Dunal. Solanum hastifolium ingår i släktet skattor som ingår i familjen potatisväxter. Inga underarter finns listade i Catalogue of Life.